# Juchym Jaroszczuk
Juchym Arsenijowycz Jaroszczuk (ukr. Юхим Арсенійович Ярощук, ur. 10 października 1922 w Serechowiczach w województwie wołyńskim, zm. 12 kwietnia 1972 w Łucku) – radziecki działacz państwowy.

## Życiorys
Ukończył gimnazjum w Kowlu, w latach 1940–1941 był nauczycielem i dyrektorem niepełnej szkoły średniej w rejonie kowelskim, 1941–1942 służył w Armii Czerwonej, 1942–1945 był nauczycielem szkoły średniej w Iszymbaju. W 1945 był nauczycielem niepełnej szkoły średniej w rodzinnej wsi, od grudnia 1945 do grudnia 1946 dyrektorem szkoły średniej nr 3 w Kowlu, 1946 został członkiem WKP(b), od grudnia 1946 do 1947 kierował kowelskim rejonowym oddziałem edukacji narodowej. Od 1947 do września 1949 był słuchaczem obwodowej szkoły partyjnej we Lwowie i jednocześnie zaocznie studiował w Lwowskim Państwowym Instytucie Pedagogicznym, od września 1949 do marca 1950 był sekretarzem rożyszczeńskiego rejonowego komitetu KP(b)U, od marca 1953 do 1954 kierował wołyńskim obwodowym oddziałem edukacji narodowej. Od 1954 do stycznia 1956 był zastępcą przewodniczącego, a od stycznia 1956 do 12 kwietnia 1972 przewodniczącym Komitetu Wykonawczego Wołyńskiej Rady Obwodowej, od 21 stycznia 1956 do 16 lutego 1960 zastępcą członka KC KPU, a od 16 lutego 1960 do końca życia członkiem Komisji Rewizyjnej KPU.